# Société brésilienne des beaux-arts
 (juillet 2018).
La Société brésilienne des beaux-arts (Sociedade Brasileira de Belas Artes - SBBA) est un organisme d'intérêt public dont le but est la promotion et la diffusion des arts figuratifs. 
Le siège est situé à Rio de Janeiro dans la zone centrale de la Lapa, dans le palais du marquis de Lavradio, l'un des bâtiments coloniaux les plus anciens et les mieux conservés de la ville, situé à Rua do Lavradio no 84. Le bâtiment, du XVIIIe siècle a été construit comme la résidence du vice roi du Brésil, le marquis do Lavradio.

## Histoire
La Sociedade Brasileira de Belas Artes (SBBA) a été fondée le 10 août 1910 à Rio de Janeiro avec le nom de Centro Artistico Juventas. L'année suivante, le 1er juillet 1919, la SBBA prend définitivement son nom actuel . Avec le décret de la république des États-Unis du Brésil, le 20 septembre 1922, la Société brésilienne des beaux-arts est devenue un organisme d'intérêt public et de service public de la ville Rio de Janeiro avec le but de promouvoir et de diffuser les beaux-arts. Depuis 1910, au fil des années, la Compagnie a changé de siège plusieurs fois. Seulement en 1967, la SBBA trouve son siège définitif dans l'historique bâtiment du marquis de Lavradio.

## Organisation
Au cours des années la Sociedade Brasileira de Belas Artes de Rio de Janeiro s'est distinguée par l'intense activité académique menée quotidiennement et consacrée aux arts visuels et aux arts appliqués. Depuis 1960 le patrimoine de SBBA se compose d'une importante collection d'art et de meubles anciens qui, pour sa valeur historique et artistique a été protégée depuis 1985 par l'Institut du patrimoine culturel de Rio de Janeiro, . La collection d'art de la Société brésilienne des beaux-arts comprend des œuvres d'artistes célèbres tels que, entre autres, Arthur Timothée da Costa, Eliseu Visconti, Marques Junior, Manuel de Araújo Porto-Alegre et Candido Portinari.